# Штейнберг, Самуил Иванович
Самуи́л Ива́нович Ште́йнберг (1831, 1832 или 1835, Могилёв-на-Днестре, Подольская губерния — 1909, Саратов) — русский психиатр, организатор здравоохранения. Действительный статский советник.
По выражению Н. Н. Баженова, «маститый старейшина русских психиатров».

## Биография
Родился в Могилёве-Подольском в еврейской купеческой семье, перебравшейся в Кишинёв когда он был ребёнком. Окончил Кишинёвскую гимназию (1854), затем физико-математическое и медицинское отделения Киевского университета (1860). Работал старшим врачом Кирилловской больницы в Киеве, врачом в Новгороде и в Санкт-Петербургском Николаевском военном госпитале. В 1865 году был назначен первым заведующим Печерским домом для умалишённых в Могилёве, где применил разработанную им систему нестеснения душевнобольных. Одновременно преподавал в Могилёвской духовной семинарии.
В 1869—1877 годах, с перерывами, специализировался в психиатрии в нескольких европейских клиниках. В 1872—1877 годах работал главным врачом Преображенской психиатрической больницы в Москве (под его руководством началась психиатрическая карьера С. С. Корсакова, с 1875 года ординатора этой больницы). 18 мая 1873 года на заседании Общества русских врачей в Москве продемонстрировал трёх пациентов с сутяжным помешательством.
Во время Русско-Турецкой войны (1877—1878) служил врачом военно-полевого госпиталя при Брест-Литовской крепости, затем старшим медицинским чиновником и консультантом по психиатрическим вопросам при Медицинском департаменте Министерства Внутренних Дел в Санкт-Петербурге.

18 марта 1883 года по приглашению губернской земской Управы основал и возглавил психиатрическую лечебницу на Алтынной горе в Саратове (больница-колония для «скорбных главою», впоследствии Саратовская губернская земская психиатрическая лечебница, ныне расположена на улице Штейнберга). Благодаря его усилиям на территории Александровской (ныне 2-й Городской) клинической больницы был построен двухэтажный особняк, в котором впоследствии была организована кафедра психиатрии Саратовского университета. В 1900 году избран действительным выборным членом Саратовского губернского статистического комитета. Вышел в отставку с поста главного врача и директора Саратовской психиатрической лечебницы в 1905 году.
Автор научных трудов по различным вопросам клинической психиатрии, в особенности по судебной медицине. Совместно с В. И. Яковенко ввёл в клинический обиход понятие индуцированного помешательства. Благодаря его (в Москве) и А. У. Фрезе (в Казани) усилиям началось осуществление принципа нестеснения в России. Описал один из наиболее ранних и подробных в отечественной литературе случаев кликушества, рассматривая его как разновидность истерии.
В переводе с немецкого и под редакцией С. И. Штейнберга вышли «Практическое руководство к судебной медицине» Й. Л. Каспера (СПб., 1872—1873) и книга «В. Вундт. Его философия и психология» Эдмунда Кенига (СПб.: Редакция журнала «Образование», 1902).
В Саратове есть улица Штейнберга, на которой расположена Саратовская областная психиатрическая больница им. Святой Софии.

## Семья
- Сын — Сергей Самуилович (Самойлович) Штейнберг (26 сентября (8 октября) 1872, Москва — 7 сентября 1940, Свердловск), металловед, создатель уральской научной школы металловедов, член-корреспондент АН СССР (1939)[26][27]. Был женат на Амалии Карловне Григорьевой, дворянского происхождения, педагоге.
  - Внук — Дмитрий Сергеевич Штейнберг (1910—1992), специалист в области петрологии магматических и эффузивных горных пород, основатель уральской петрографической школы и кафедры петрографии Уральского горного института[28].
- Сын — Дмитрий Самуилович (Самойлович) Штейнберг (1874, Москва — 1934, Харьков), радиофизик, заведующий мастерской световых картин Комиссии народных чтений в Саратове, профессор и заведующий кафедрой магнитных измерений (впоследствии кафедра физики твёрдого тела) Харьковского университета и научный сотрудник Украинского физико-технического института в Харькове, специалист в области магнитных свойств вещества[29].
- Сын — Виктор Самуилович Штейнберг, находился под негласным надзором полиции[2];
- Сын — Александр Самуилович Штейнберг (1867—?), врач Врачебной службы Управления Рязано-Уральской железной дороги (РУЖД), железнодорожный врач в Саратове[2][6].

## Труды

### Монографии и брошюры
- Мозг и слово, СПб., 1870;
- Душевные болезни и способность ко вменению, М. 1874;
- О светлых промежутках (intervalia lucida) в судебно-психиатрическом отношении, М. 1875;
- Путевые заметки о некоторых заграничных домах для психических больных, М. 1877;
- Холера и меры предупреждения её развития, Саратов, 1885;
- Саратовская губернская земская психиатрическая лечебница (с И. Н. Буховцевым), Саратов, 1888;
- Доклад о различных системах призрения и лечения душевно-больных (с В. И. Буховцевой), Саратов, 1888;
- Анатомо-физиологические основы памяти, Харьков, 1891;
- По поводу психиатрического вопроса в земстве, Саратов, 1895 (перепечатано из № 43—44 «Саратовской земской недели» за 1895 год).

### Статьи
- В Сборнике сочинений по судебной медицине, судебной психиатрии, медицинской полиции, общественной гигиене, эпидемиологии, медицинской географии и медицинской статистике, издаваемом Медицинским Департаментом. Тома 1—3. СПб., 1873—1878.
- Штейнберг С. И. Случай из жизни дома умалишённых в Могилёве // Судебный вестник, 1870.
- Штейнберг С. И. О крестьянине В. Акимове и его дочери Анне, обвиняемых в разглашении, из личных видов, будто бы виденных ими чудес // Архив судебной медицины и общественной гигиены. СПб., 1870, Март. — С. 97—103.
- Штейнберг С. И. Кликушество и его судебно-медицинское значение // Архив судебной медицины и общественной гигиены. 1870. № 2. С. 78.
- Штейнберг С. И. Покушение на самоубийство и совершение поджога // Архив судебной медицины и общественной гигиены. СПб., 1871, Декабрь. — С. 67—79.
- Штейнберг С. И. Страница из истории лечения и призрения душевнобольных в провинциях России // Архив психиатрии, нейрологии и судебной психопатологии. — Харьков, 1885, Т. 6., № 1. С. 1—46.
- Штейнберг С. И. К истории лечения и призрения душевнобольных в России // Архив психиатрии, нейрологии и судебной психопатологии. — Харьков, 1886, Т. 7., № 2. С. 121.

## Галерея
- Могила С. И. Штейнберга (фотография опубликована в 1912 году[31]
- Надгробный памятник